# Jana Raman
Jana Raman, née le 15 février 1991 à Gand, est une joueuse belge de basket-ball évoluant au poste d'ailier fort.

## Biographie

### Équipe nationale
En 2017, elle obtient la médaille de bronze au Championnat d'Europe avec l'équipe de Belgique. En 2018, elle participe à la Coupe du monde avec les Belgian Cats qui terminent à la 4e place.

## Palmarès

### Équipe nationale
- Médaille de bronze au championnat d'Europe 2017 en République tchèque.

## Vie privée
Elle est en couple avec le joueur de basket-ball Sam Van Rossom.